# برتولد اشپولر
برتولد اشپولر (به آلمانی: Bertold Spuler) (زاده ۵ دسامبر ۱۹۱۱ در کارلسروهه – درگذشته ۶ مارس ۱۹۹۰ در هامبورگ) استاد دانشگاه و شرق‌شناس آلمانی بود.
او در سال ۱۹۴۳ استاد زبان‌های سامی و مطالعات اسلامی در دانشگاه مونیخ شد. سپس به ریاست موسسه اسلامی در دانشگاه گوتینگن رسید. پس از جنگ جهانی دوم او به عنوان استاد مطالعات اسلامی جانشین کارل هاینریش بکر در موسسه تاریخ و فرهنگ خاور نزدیک در دانشگاه هامبورگ شد.
در تظاهرات دانشجویی سال ۱۹۶۷ او را به عضویت در گروه اس‌آ و حزب نازی متهم کردند و او در پاسخ دانشجویان معترض را شایسته «اردوگاه مرگ» دانست و به همین دلیل مدتی از کار رسمی خود برکنار شد.

## آثار
- دیپلماسی اروپایی در قسطنطنیه تا قرارداد صلح بلگراد-۱۷۳۹
- مغول‌ها در ایران: سیاست، حکومت و فرهنگ در دوره ایلخانی ۱۲۲۰-۱۳۵۰
- مردم و سرزمین‌ها بین ولگا و اورال
- اردوی زرین: مغول‌ها در روسیه از ۱۲۲۳ تا ۱۵۰۲
- ایران در صدر اسلام
- همکاری در نوشتن تاریخ اسلام کمبریج[۲]
- تاریخ ایران در قرون نخستین اسلامی